# مبادلة الشطائر (كتاب)
تدور قصة مبادلة الشطائر حول طفلتين صديقتين هما ليلى وسلمى اللتان اعتادتا عمل كل شيء سوياً باستثناء تناول طعام الغداء، فكانت إحداهما تأكل شطيرة زبدة الفستق والمربى، بينما تأكل الأخرى شطيرة حمص. وكلتا الطفلتين تعتقدان أن طعام الأخرى مقرف! وحين اعترفت كل منهما بحقيقة شعورها للأخرى تعرضت صداقتهما للخطر، وتحول الخلاف إلى معركة بالطعام.

## القصة
ليلى وسلمى اللتان اعتادتا عمل كل شيء سوياً باستثناء تناول طعام الغداء، فكانت إحداهما تأكل شطيرة زبدة الفستق والمربى، بينما تأكل الأخرى شطيرة حمص. وكلتا الطفلتين تعتقدان أن طعام الأخرى مقرف فتغضب كل واحدة من الأخرى ويصيح أحد الأطفال معركة بالطعام!. يشعران بالخزي جراء ما فعلوا عندما تستدعيهم مديرة المدرسة لمكتبها. فتقرر كل منهما أن تصنع الطعام المفضل لدى الأخرى وعندما يتقابلا في اليوم المقبل تقر كل منهما أن الطعام كان لذيذًا ويذهبان للمديرة ليقترحوا عليها عمل وليمة بهذه الأصناف. الكتاب عبارة عن حوارات مصورة برسم الكارتون نفذتها تريشيا توشا، وهو للأطفال من سن 5-3 سنوات.

## المؤلفون
الملكة رانيا وكيلي ديبوشيو وتريشيا توشا وهم كتاب كتب أطفال.

## مبيعات الكتاب
تصدّر كتاب رانيا العبد الله الجديد The Sandwich Swap أو مبادلة الشطائر الذي يذهب ريعه لدعم مدرستي الأردن هي إحدى مبادرات الملكة التي تهدف إلى إعادة تأهيل المدارس الحكومية في الأردن، قائمة صحيفة نيويورك تايمز لأفضل الكتب مبيعاً في الولايات المتحدة الاميركية، حيث جاء في المرتبة الأولى لقائمة كتب الأطفال المصوّرة.

## إصداراته

نسخة كتاب مبادلة الشطائر الصادرة عن دار الشروق باسم سلمى وليلى.

- صدر عن دار الشروق باللغة العربية بعنوان سلمى وليلى في حزيران عام 2010.[7]
- إصدار باللغة الإنجليزية في نيسان عام 2010.
- كما يتوفر الكتاب في كل من اللغة اليابانية والكورية والإسبانية والبرتغالية.[8]

## جولات الملكة رانيا
أطلقت الملكة رانيا العبد الله في مكتبة مركز زها الثقافي في عمّان الطبعة العربية من كتابها والذي حمل اسماً جديداً هو «سلمى وليلى»، وقرأت جزءًا منه لمجموعة من الأطفال تتراوح أعمارهم بين 6-7 سنوات. كما قدمت نسخة من كتابها كهدية للأطفال. ويحكي الكتاب قصة حقيقية عاشتها الملكة رانيا عندما كانت في سن الخامسة، حين أدركت -وهي طفلة صغيرة- للمرة الأولى وجود اختلافات ثقافية بين الناس. وهي تريد من هذا الكتاب أن يكون رسالة لجميع أطفال العالم لتقبّل غيرهم من الثقافات المختلفة بالرغم من اختلافاتهم مهما كبرت أو صغرت.
وكانت الملكة رانيا قد استثمرت جانبًا من تواجدها في الولايات المتحدة الأميركية للتعريف بالكتاب الذي صدر عن مؤسسة ديزني العالمية. كما قامت بقراءة أجزاء منه لأطفال من إحدى مدارس شيكاغو ومن مدرسة الأمم المتحدة الدولية الذين تبادلت الحديث معهم حول بعض المفاهيم التي ركز عليها الكتاب في الاختلاف والتنوع وفتح آفاق التعرف على الآخر وتقبّله.